# Lars Katzmarek
Lars Katzmarek (* 1992 in Forst) ist ein deutscher Rapper und Politiker (SPD).

## Leben und Werk
Katzmarek arbeitete für den Kohlebergbaukonzern LEAG, wo er die Ausbildung zum Mechatroniker im Bergbau absolvierte. In der Abendschule qualifizierte er sich zum Elektrotechniker. In der LEAG stieg er zum Regionalmanager für Green Business auf. Bis 2023 war er Betriebsrat.

## Politik
Bei der brandenburgischen Landtagswahl 2024 wurde Katzmarek mit 38,0 % der abgegebenen Stimmen im Landtagswahlkreis Cottbus II in den Landtag Brandenburg als Direktkandidat gewählt.